# Zádor (keresztnév)
Ez a szócikk a keresztnévről szól. Hasonló címmel lásd még: Zádor település.
A  Zádor régi magyar férfinév, szláv eredetű, a jelentése: erőszakos, heves.

## Gyakorisága
Az 1990-es években szórványos név, a 2000-es években nem szerepel a 100 leggyakoribb férfinév között.

## Névnapok
- március 16.[2]
- augusztus 8.[2]
- szeptember 1.[2]

## Híres Zádorok
- Tordai Zádor esztéta